# گوردی جووانلی
گوردی جووانلی (انگلیسی: Gordy Giovanelli؛ زادهٔ ۱۱ آوریل ۱۹۲۵) قایقران روئینگ اهل ایالات متحده آمریکا بود.
وی در مسابقات کشوری و بین‌المللی در مجموع برندهٔ ۱ مدال طلا شده‌است.